# フィリピン作戦
フィリピン作戦（フィリピンさくせん、比律賓作戦）は、太平洋戦争で日本軍が実施した南方作戦内の作戦の一つ。陸海軍中央協定で定められた作戦名称はM作戦。

## 計画
日本軍が計画していた南方作戦の攻略目標は、フィリピン、マレー、ジャワの三つが柱になっていた。そして、資源地帯の蘭印の中心ジャワを最終目標としていた。マレーからの左回り作戦とフィリピンからの右回り作戦の二本建てでジャワを目指す作戦である。フィリピン作戦は南方作戦陸海軍中央協定において作戦名称を「E作戦」と定められた。
フィリピン作戦の計画は、北部ルソンに一部を先遣して飛行場を獲得し、約150機の敵航空勢力を撃滅して主力を上陸させることを初期作戦とする。航空撃滅戦の期間は約二週間。ダバオは敵機の退避を防止し、蘭印作戦の関門としてこれを抑える。作戦目標はマニラ占領。

## 経過

### 立案
1941年8月9日、日本陸軍は対英米戦準備を促進する方針を立てて南方作戦の準備に取り掛かった。日本海軍はすでに対米作戦を主体に軍戦備を充実して準備を進めていた。南方作戦は資源地帯の蘭印の中心ジャワを最終目標とし、対米作戦を重視する海軍はフィリピンを先攻重視して右回りする作戦を主張し、米英可分を期待していた陸軍はマレーを先攻重視して左回りする作戦を主張した。左右の作戦は並行して行われるが、どちらを先攻させるか、あるいは両方同時に攻める二本建てかが問題であった。米国主力艦隊の来攻に対する邀撃決戦を主軸とする海軍と、開戦初期における米国との戦争の回避を考え、対ソ作戦への発展を憂慮する陸軍との間に根本戦略の相違があった。
南方作戦はマレーからの左回り作戦とフィリピンからの右回り作戦の二本建てでジャワを目指す案となって、1941年10月29日までに陸海軍中央統帥部における南方作戦の計画書類の策定が終わった。

### 実施
1941年12月8日、太平洋戦争の開戦劈頭、フィリピンに対する航空攻撃は理想的成果を収め、翌9日は天候不良のため十分な活動ができなかったが、10日には第11航空艦隊がマニラ周辺航空基地および海軍基地を攻撃し、米航空戦力のほとんどを壊滅したため、先遣隊の上陸は大きな航空被害を免れた。20日、ダバオ攻略部隊は大きな抵抗を受けることなく上陸に成功し、ダバオ市を占領した。1942年1月2日、マニラを占領。その後、バターン、コレヒドールを攻略。5月下旬、ビザヤ、ミンダナオ方面の米軍が武装解除し、日本への組織的抵抗は終了した。
1942年5月18日、南方軍は南方作戦の完了を宣した。